# Vol TEAM Linhas Aéreas 6865
Le vol TEAM Linhas Aéreas 6865 (TIM6865) est un vol intérieur régulier entre Macaé et Rio de Janeiro, au Brésil, qui s'est écrasé sur une montagne le 31 mars 2006. L'équipage de l'avion, un Let L-410 Turbolet, effectuait son approche vers l'aéroport Joaquim de Azevedo Mancebo (en) de Macaé, avec 17 passagers et 2 membres d'équipage à bord, lorsqu'il a percuté le relief. Aucun des 19 occupants de l'appareil n'a survécu à l'accident.

## Déroulement du vol
Le vol 6865 était assuré par TEAM Linhas Aéreas (en), une compagnie aérienne régionale basée à Rio de Janeiro. Il s'agissait d'un vol intérieur régulier reliant Macaé, dans l'État de Rio de Janeiro, à la ville du même nom. Le Let L-410 Turbolet effectuant ce vol, immatriculé au Brésil PT-FSE, transporte 19 personnes, dont 2 membres d'équipage et 17 passagers.
L'avion a décollé de Macaé à 17 h 19, heure locale. À ce moment-là, l'avion vole selon les règles de vol aux instruments (IFR) et son heure d'arrivée est estimée à 18 h 02. Après le décollage, l'équipage a annoncé son intention d'annuler son plan de vol IFR et a ajouté qu'il souhaitait poursuivre le vol selon les règles de vol à vue (VFR). Cette annulation a par la suite été approuvée par un contrôleur aérien.
À l'approche du mauvais temps, l'équipage est descendu à une de altitude de 2000 pieds (609 m). L'équipage avait alors incliné l'appareil vers la gauche lorsqu'il a heurté la cime des arbres et s'est écrasé au sommet du Pico da Pedra Bonita, situé près de la municipalité de Rio Bonito. L'impact a tué sur le coup les 19 personnes à bords.

## Enquête
L'équipe d'enquêteur brésilien du Centro de Investigação e Prevenção de Acidentes Aeronáuticos (CENIPA) a mené une enquête de 12 mois sur cet accident. Le rapport final, publié le 19 mars 2007, a conclu que l'accident était un impact sans perte de contrôle (CFIT) et a été causé par une erreur de l'équipage. Les conditions météorologiques dans la région à ce moment-là étaient mauvaises, rendant impossible tout vol VFR, selon les constatations du CENIPA.
Cependant, l'équipage du vol 6865 est passé intentionnellement du vol IFR au vol VFR alors que la visibilité était très limitée. Avant le vol, l'équipage n'avait aucune connaissance les conditions météorologiques qui l'attendaient à l'aéroport de destination. La CENIPA a également imputé la responsabilité de la mauvaise prise de décision de l'équipage, affirmant qu'une évaluation inadéquate de la situation l'a conduit à voler à une altitude inférieure à celle requise pour un vol en toute sécurité.